# Rörtjärnen (Åre socken, Jämtland, 703245-132863)
Rörtjärnen är en sjö i Åre kommun i Jämtland och ingår i Indalsälvens huvudavrinningsområde.